# Captive NTFS
Captive NTFS est un pilote informatique (anglais driver) qui permet la manipulation des systèmes de fichier NTFS depuis les systèmes d'exploitation de type Unix (notamment Linux). C'est un projet open source lancé par Jan Kratochvil dont le but est de créer un adapteur et un émulateur (sandbox) pour le pilote existant de Microsoft Windows (ntfs.sys) dans le but de permettre son utilisation avec les systèmes d'exploitation de type Unix.
Il s'agit de l'un des seuls produits permettant d'accéder au(x) disque(s) de Windows en cas de dysfonctionnement de ce dernier (base de registre endommagée, virus, ...).
Il est notamment utilisé par l'antivirus bootable sur cédérom : "linuxdefender".

## NTFS et Unix
Le format du système de fichier NTFS est défini par Microsoft et inspiré de HPFS lui-même défini par IBM. Microsoft ne fournit pas de pilote pour le manipuler à partir d'un système d'exploitation de type Unix, et peu de documentation à son sujet.
Il existe différents projets qui visent à permettre la manipulation de ce système de fichier sur Unix (notamment NTFS-3G et Paragon NTFS), leurs auteurs font usage de rétro-ingénierie en vue de d'outrepasser le manque de documentation et redonner à leur produit les possibilités offertes par le pilote pour Microsoft Windows. À la différence de ces projets, Captive NTFS fait usage d'émulation pour permettre l'utilisation du pilote existant, fourni par Microsoft.

## Comparaison avec Linux-NTFS
D'après la page web de Linux NTFS : Captive-NTFS est capable d'écrire des fichiers NTFS, mais il est connu pour avoir des bogues logiciels et est beaucoup plus lent que Linux-NTFS driver.
Captive réutilise du code de ReactOS et s'appuie sur FUSE (Filesystem in UserSpacE) pour s'interfacer avec le noyau (au lieu de LUFS précédemment).
Alors que Linux-NTFS réimplémente complètement le système de fichiers, Captive-NTFS émule un sous-système disque Windows en utilisant un fichier d'origine Microsoft: ntoskrnl.exe - lequel nécessite donc une licence valide pour Windows 2000, XP ou 2003. 'Emballé' (d'où le nom Captive) dans un sous-système dérivé de ReactOS, Captive-NTFS permet à FUSE d'accéder à une partition NTFS via un sous-système Windows reconstitué - d'où compatibilité maximale (puisque le pilote est celui du système d'exploitation d'origine) et des performances dégradées (puisque l'accès n'est pas natif Linux et doit passer par un sous-système émulé).
Linux-NTFS étant en passe de compléter le plus gros du support natif de NTFS sous Linux (la version 3G reprend les performances en lecture de la version 2 et les améliore, elle est aussi capable d'éditer des fichiers existants mais en sus de les créer ou de les supprimer. La fonctionnalité de déplacement de fichiers ou de répertoires est en cours de développement), Captive-NTFS risque de n'avoir plus de raison d'être dans les mois à venir (en date du 08/2006) - du moins tant que WinFS ne sort pas.

## Précisions sur LUFS (Linux UserspaceFS)
La page web de LUFS sur le site SourceForge.net indique : "LUFS vous permet de monter un système de fichiers distant dans votre hiérarchie de fichiers locale (l'accès au système distant se faisant par des moyens variés : SSH, protocoles FTP, Gnutella...etc.). Ensuite, l'accès à ces fichiers via le réseau sera complètement transparent (ils seront vus comme étant locaux, même s'ils sont physiquement distants).